# Visita de Juan Pablo II a Colombia
La Visita del papa Juan Pablo II a Colombia se realizó entre el 1 y el 7 de julio de 1986, duró 7 días e incluyó la visita a 11 poblaciones. Fue la segunda visita papal realizada en Colombia, luego de la visita de Pablo VI en 1968.

## Los siete días blancos
Bajo el lema "los siete días blancos", la visita del Santo Pontífice estuvo enmarcada en tierras colombianas. Durante estos 7 días, visitó varias poblaciones y ofició 27 misas.
| Fecha      | Ciudad       | Eventos |
| ---------- | ------------ | --- |
| 1 de julio | Bogotá       | - Llegada al aeropuerto El Dorado y recibimiento por el presidente Belisario Betancur. - Saludo en la Plaza de Bolívar y Oración en conmemoración a las víctimas de la Toma del Palacio de Justicia. Visita al palacio arzobispal. - Eucaristía en el parque Simón Bolívar y El Tunal. - Reunión con los jóvenes en el estadio El Campín. |
| 2 de julio | Chiquinquirá | - Eucaristía y coronación de la Virgen de Chiquinquirá. - Consagración de Colombia a la Virgen del Rosario. |
| 3 de julio | Cali         | - Coronación a la Virgen de las Mercedes en el parque de La Caña. - Encuentro programado con los niños colombianos en el Seminario Mayor de Cali. |
| 4 de julio | Popayán      | - Visita a la Plaza Central de Popayán. |
| 4 de julio | Túmaco       | - Recorrido por las calles de la ciudad. - Visita a hogares de familias de escasos recursos en la vereda San Antonio. |
| 4 de julio | Cali         | - Eucaristía en el sector de las piscinas Panamericanas. |
| 5 de julio | Chinchiná    | - Oración por las víctimas de la erupción del Nevado del Ruíz en 1985. |
| 5 de julio | Medellín     | - Encuentros en el aeropuerto Olaya Herrera, en la Catedral de Medellín y luego en el estadio Atanasio Girardot. |
| 6 de julio | Bucaramanga  | - Eucaristía. |
| 6 de julio | Armero       | - Visita a las ruinas de Armero y oración por las víctimas de la tragedia de 1985. |
| 6 de julio | Lérida       | - Oración por los sobrevivientes de la Tragedia de Armero. |
| 6 de julio | Cartagena    | - Eucaristía - Visita al santuario de San Pedro Claver para honrar a los mártires de la iglesia. |
| 7 de julio | Barranquilla | - Oración por la reconciliación de los colombianos en la Plaza de la Paz. - Despedida en el aeropuerto Ernesto Cortissoz. |